# Achille Bologna
Achille Bologna (Torino, 1881 – Agliano Terme, 1958) è stato un fotografo italiano.

## Biografia
È stato attivo a Torino tra il 1920 ed il 1940, nel 1923 partecipa all’Esposizione Internazionale di Fotografia, Ottica, Cinematografia di Torino ricevendo il diploma di Gran Premio.
Insieme a Stefano Bricarelli e Carlo Baravalle a loro volta avvocati, acquista nel 1923, a seguito della morte del direttore Alberto dell'Acqua, “Il Corriere Fotografico” e trasferisce la sede a Torino divenendo organo ufficiale del °Gruppo Piemontese per la fotografia artistica° (il gruppo di amici viene denominato “le tre B”).
Pubblicano l'annuario Luci ed Ombre nelle annate 1934 e 1935 cessando poi le pubblicazioni a seguito delle restrizioni sulla carta e le sanzioni imposte all'Italia.
Negli anni venti collabora con alcune riviste americane. Nel 1925 partecipa al Primo Salon Italiano d’Arte Fotografica Internazionale, poi al secondo nel 1928 e al terzo nel 1930.
Partecipa al Salon di Madrid nel 1925 e al Salon di Londra nel 1926.
Molte sue fotografie vengono pubblicate su “Luci e Ombre” del 1933 e del 1934. Risulta influenzato dall'estetica fascista e realizza delle foto per il decennale della marcia su Roma nel 1932.
Nel periodo 1934–1935 insegna al Corso Superiore di Cultura Fotografica. Nel 1935 pubblica, con l'Hoepli, "Come si fotografa oggi"e l'anno dopo "Il sole dipinge".
Nella seconda metà degli anni trenta si iscrive al Gruppo Fotografico del Circolo degli Artisti e partecipa alla VI Mostra Biennale Internazionale di Fotografia Artistica al Circolo.
Una sua immagine è pubblicata nell’Annuario Nazionale di Fotografia Artistica U.S.I.A.F. del 1938-39. Dopo la guerra non partecipa più ad esposizioni.

## Opere
- Achille Bologna, Come si fotografa oggi, proemio di Marziano Bernardi, Milano, Hoepli, 1935, OCLC 878591709.
- Achille Bologna, Il sole dipinge: 24 grandi tavole, commentate in prosa e poesia da Maria Tibaldi Chiesa, Milano, Hoepli, 1936, OCLC 797534835.